# Artūrs Strautiņš
Artūrs Strautiņš (Jūrmala; 23 de octubre de 1998) es un baloncestista letón que pertenece a la plantilla del Derthona Basket de la Lega Basket Serie A. Con 1,98 metros de estatura, juega en la posición de alero.

## Trayectoria deportiva

### Profesional
Comenzó su carrera en las categorías inferiores del DSN Rīga. El 20 de octubre de 2013, se convirtió en el segundo jugador más joven en debutar en la primera división de la Liga de Baloncesto de Letonia a la edad de 14 años, 11 meses y 27 días, jugando en la academia de baloncesto LMT. Jugó para la Academia de Baloncesto LMT y consiguió tres puntos y cuatro rebotes en una derrota por 79 puntos ante el Latvijas Universitāte. Apareció en un partido más para la academia LMT el 27 de octubre antes de regresar a DSN Rīga; en dos temporadas para en aquel equipo, apareció en 32 partidos.
El 18 de agosto de 2014 firmó con el Pallacanestro Reggiana de la Lega Basket Serie A italiana. El 6 de enero de 2015, ayudó al equipo cadete de la Reggiana a ganar el 26º Torneo Anual de Cadetes del Trofeo Bruna Malaguti, siendo elegido mejor jugador del torneo. Cuatro días después, hizo su debut en la Serie A en una victoria por 79-56 sobre el Enel Brindisi. Jugó dos partidos más para el equipo senior de la Reggiana para cerrar la temporada 2014-15, y en julio fue renovado por el equipo para la temporada siguiente.
El 17 de julio de 2018 firmó un contrato de tres años con el también club italiano del Pallacanestro Trieste. El 23 de enero de 2020 fue cortado, y traspasado a la Pallalcesto Amatori Udine de la Serie A2.
El 16 de junio de 2020 regresó a la Serie A al firmar por dos temporadas y una más opcional con el Pallacanestro Varese. Sin embargo, tras una temporada es cortado, firmando el 4 de julio de 2021 por el Pallacanestro Reggiana.
El 4 de julio de 2023 fichó por el Derthona Basket, también de la Lega Basket Serie A.

### Selección nacional
En 2013 debutó con la selección de Letonia en el Campeonato Europeo Sub-16, promediando 11,8 puntos y 7,9 rebotes en ocho partidos, en una competición en la que se hicieron con la medalla de plata. Debutó en competición oficial con la selección absoluta en la clasificación para el Mundial de 2019.